# Oracle Automatic Storage Management Cluster File System
Das Oracle Automatic Storage Management Cluster File System, kurz ASM Cluster File System (ACFS), ist ein Cluster-Dateisystem der Firma Oracle, das mit dem Oracle-Datenbanksystem Version 11g Release 2 veröffentlicht wurde.
ASM steht für Automatic Storage Management und ist ein Logical Volume Manager, der mit der Version 10g Release 1 zunächst nur zur Speicherung von Datenbankdateien eingeführt wurde. Für Anwendungsdaten, die außerhalb der Datenbank gespeichert werden, wie zum Beispiel BFILEs (Zeiger aus der Datenbank in das Dateisystem) oder gemeinsam genutzte Daten für Datenbeladungen war es jedoch weiterhin erforderlich, entweder das Oracle Cluster File System (OCFS) oder ein Cluster-Dateisystem eines anderen Herstellers zu benutzen.
Oracle ACFS hob diese Einschränkungen auf und ermöglichte die Nutzung von ASM in der Version 11.2. als universellen Storage Manager für jeden Dateityp mit Ausnahme von Datafiles der Datenbank selbst. Diese Einschränkung fiel mit Version 12c weg. Es erlaubt den konkurrierenden Zugriff auf einen Shared Storage in einem Computercluster. So kann nicht nur die Oracle-Datenbanksoftware in ACFS in einem gemeinsamen Softwareverzeichnis („Shared Home“) des Clusters gespeichert werden, sondern ab 12c auch die gesamte Datenbank inklusive Parameter- und Passwortdatei.
ACFS stand ab Oracle Database 11g Release 2 zunächst für Windows- und Linux-Plattformen zur Verfügung. Weitere Portierungen auf Solaris und AIX folgten. Die Weiterentwicklung von OCFS2 auf Linux wurde von Oracle an die Open Source Community abgegeben. OCFS2 für Linux ist nun in einigen Distributionen voll integriert. OCFS für Windows wurde zugunsten von ACFS komplett eingestellt und nicht mehr weiterentwickelt.
Siehe auch: Dateisystem